# Rose Red

Rose Red er en tv-serie skrevet af forfatteren Stephen King. Rose Red er produceret for og af den amerikanske tv-kanal ABC, som tidligere har produceret andre tv-serier over Stephen King-bøger bl.a. "It" (1990) og "Ondskabens hotel" (1997). 
Historien handler om det hjemsøgte hus Rose Red, som bliver undersøgt af Dr. Joyce Reardon og en gruppe af spirituelle medier.
Filmen blev præsenteret som baseret på virkelige hændelser. I forbindelse med filmen blev der udgivet en novelle kaldet The Diary of Ellen Rimbauer: My Life at Rose Red under pseydonymet Joyce Reardon, og det blev hævdet at det var Ellen Rimbauer's rigtige dagbog. Der bliver spekuleret i at Stephen King eller hans kone Tabitha King havde skrevet novellen, indtil Ridley Pearson blev afsløret som den rigtige forfatter. Novellen blev filmatiseret i maj 2003.
Filmen er udgivet på en 4 timer og 14 minutter lang DVD.

## Handling
Parapsykologen Dr. Joyce Reardon samler en gruppe spirituelle medier for at undersøge Rose Red Mansion. Den tidligere ejer Ellen Rimbauer forsvandt sporløst i huset, men hun var langt fra den eneste. Og udover forsvindingerne har Rose Red også flere dødsfald på samvittigheden. Det varer da heller ikke længe, før gruppen opdager at huset er vågnet.

### Historien om Rimbauer-familien og Rose Red
I hendes introduktionstale på universitet, fortæller Joyce sin gruppe om Rose Red's historie.
Hun forklarer at konstruktionen af Rose Red begyndte i 1906, startet af John P. Rimbauer, som en bryllupsgave til hans kone.
Rimbauer var stifteren af Omicron Oil Company, det største olie selskab i USA indtil 1950. Samme år som hans kone Ellen Rimbauer forsvandt.
Problemerne med Rose Red startede allerede før huset blev bygget. Bygningsarbejderne arbejdede hårdt 24 i døgnet, alle ugens dage. Men det var ikke dét som var problemet. Selv før huset blev bygget, drev byggegrunden folk til vanvid.
En gruppeformand kaldet Harry Corbin skød og dræbte Rimbauer's formand. Corbin prøvede ikke på at flygte, han smed bare sit våben i sin bil og kørte ned på Seattle Saloon, hvor politiet fandt ham. Da han kom for retten, hævede han at han intet kunne huske mellem morgemaden og til han vågnede op i fængsel med en bule i sit hoved. Hverken dommeren eller juryen troede på ham og han fik 25 års fængsel. Harry Corbin var Rose Reds første mandlige offer.